# جيمس ميلتون هام
جيمس ميلتون هام هو مدرس كندي، ولد في 21 سبتمبر 1920 في Coboconk ‏ في كندا، وتوفي في 16 سبتمبر 1997.